# Petrobionidae
Petrobionidae is een familie van sponsdieren uit de klasse van de Calcarea (kalksponzen).

## Geslacht
- Petrobiona Vacelet & Lévi, 1958